# Lijst van beschermd erfgoed in Sprimont
Onderstaande tabel geeft een overzicht van de beschermde erfgoederen in de gemeente Sprimont. Het beschermd erfgoed maakt onderdeel uit van het cultureel erfgoed in België.
| Object | Bouwjaar/architect | Deelgemeente | Adres                          | Coördinaten                   | Nummer?                | Afbeelding |
| --- | ------------------ | ------------ | ------------------------------ | ----------------------------- | ---------------------- | --- |
| Kasteel van Chanxhe en het ensemble van het kasteel, kerk en omliggende terreinen                                                                              |                    |              | Sprimont                       | 50° 29' 55" NB, 5° 35' 42" OL | 62100-CLT-0001-01 Info | |
| De honderdjarige linde van Louveigné |                    |              |                                | 50° 31' 50" NB, 5° 42' 52" OL | 62100-CLT-0006-01 Info | De honderdjarige linde van Louveigné |
| Kapel van Notre-Dame de Bon Secours du Trôleu en het ensemble van de kapel, het omliggende terrein en de twee lindebomen die schaduw geven                     |                    |              | Louveigné                      | 50° 31' 40" NB, 5° 42' 49" OL | 62100-CLT-0007-01 Info | Kapel van Notre-Dame de Bon Secours du Trôleu en het ensemble van de kapel, het omliggende terrein en de twee lindebomen die schaduw geven |
| Ensemble van de drie lindebomen groeiende op het kadastraal perceel F n° 912e                                                                                  |                    |              | Louveigné                      | 50° 31' 7" NB, 5° 41' 59" OL  | 62100-CLT-0008-01 Info | |
| Uitkijkpunt van Raboster |                    |              | Louveigné                      | 50° 31' 32" NB, 5° 44' 13" OL | 62100-CLT-0009-01 Info | |
| Ensemble van de bloedrode rotsen |                    |              | Rouvreux                       | 50° 28' 52" NB, 5° 40' 20" OL | 62100-CLT-0013-01 Info | Ensemble van de bloedrode rotsen |
| Uitbreiding van de bloedrode rotsen |                    |              | Rouvreux                       | 50° 28' 52" NB, 5° 40' 23" OL | 62100-CLT-0014-01 Info | Uitbreiding van de bloedrode rotsen |
| Ensemble van de drie lindebomen rond een calvarie gesitueerd ten zuiden van de buurtschap Lille                                                                |                    |              | Rouvreux                       | 50° 29' 56" NB, 5° 38' 49" OL | 62100-CLT-0015-01 Info | |
| Ensemble van de ruïnes van het kasteel van Amblève en zijn directe omgeving                                                                                    |                    |              |                                | 50° 28' 48" NB, 5° 38' 43" OL | 62100-CLT-0016-01 Info | |
| twee sequoia's aan de oostkant van het park van Florzé |                    |              | Rouvreux                       | 50° 29' 15" NB, 5° 40' 2" OL  | 62100-CLT-0019-01 Info | |
| De gevels en daken van de kapel Saint-Hubert en van de Sainte-Vierge de Blindef                                                                                |                    |              | Sprimont                       | 50° 31' 29" NB, 5° 41' 42" OL | 62100-CLT-0020-01 Info | |
| Gevels en daken, uitgezonderd de trap van de entree met muren en hun uitbreidingen, van het versterkte huis                                                    |                    |              | rue de Mierdy n°4, Damré       | 50° 30' 16" NB, 5° 40' 44" OL | 62100-CLT-0022-01 Info | |
| De linde "de Mérinet" met een zone van het terrein binnen 25 meter rondom                                                                                      |                    |              |                                | 50° 29' 7" NB, 5° 35' 58" OL  | 62100-CLT-0023-01 Info | |
| Uitbreiding van de site van de linde "de Mérinet" |                    |              | Sprimont                       | 50° 29' 6" NB, 5° 35' 50" OL  | 62100-CLT-0024-01 Info | |
| De gevels en daken van het hoofdgebouw en de gemeenschappelijke gebouwen, evenals de omringende muur en de fonteinen, de pilaren en de toegangspoort           |                    |              | rue d'Andoumont 91, Gomzée     | 50° 32' 53" NB, 5° 42' 3" OL  | 62100-CLT-0025-01 Info | |
| Het totale stenen museum |                    |              | rue J. Potier 13 bis, Sprimont | 50° 30' 18" NB, 5° 39' 54" OL | 62100-CLT-0026-01 Info | |
| Alle archeologische resten geïdentificeerd en gelokaliseerd op de site genaamd "Sous-les-Fays" en hetensemble van de overblijfselen en de omliggende terreinen |                    |              | Sprimont                       | 50° 30' 16" NB, 5° 35' 54" OL | 62100-CLT-0027-01 Info | |
| Site van het landschap Trixhe Nollet genaamd "La petite fagne de Hayen"                                                                                        |                    |              |                                | 50° 32' 38" NB, 5° 37' 17" OL | 62100-CLT-0030-01 Info | |
| Versterkte toren van Louveigné/Sprimont en het ensemble van de toren en de omliggende terreinen                                                                |                    |              | rue du Gravier n°s 7, 9 en 11  | 50° 31' 46" NB, 5° 42' 41" OL | 62100-CLT-0031-01 Info | |
| Acht grenspalen van het Markizaat van Franchimont in het land van Luik en de heerlijkheid van Louveigne, Prinsdom van Stavelot                                 |                    |              |                                | 50° 31' 42" NB, 5° 45' 32" OL | 62100-CLT-0032-01 Info | |